# Бела-Виста-ди-Гояс
Бела-Виста-ди-Гояс (порт. Bela Vista de Goiás) — муниципалитет в Бразилии, входит в штат Гояс. Составная часть мезорегиона Центр штата Гойас. Входит в экономико-статистический микрорегион Гояния. Население составляет 22 043 человека на 2006 год. Занимает площадь 1280,9 км². Плотность населения — 17,3 чел./км².
Праздник города — 5 июня.

## История
Город основан в 1896 году.

## Статистика
- Валовой внутренний продукт на 2003 год составляет 198 844 402,00 реалов (данные: Бразильский институт географии и статистики).
- Валовой внутренний продукт на душу населения на 2003 год составляет 9585,63 реалов (данные: Бразильский институт географии и статистики).
- Индекс развития человеческого потенциала на 2000 год составляет 0,744 (данные: Программа развития ООН).

## География
Климат местности: тропический.